# Dendryphantes bimaculatus
Dendryphantes bimaculatus är en spindelart som beskrevs av Carl Ludwig Koch 1846. 
Dendryphantes bimaculatus ingår i släktet Dendryphantes och familjen hoppspindlar. Inga underarter finns listade i Catalogue of Life.